# Epeolus collaris
Epeolus collaris är en biart som beskrevs av Pérez 1895. Epeolus collaris ingår i släktet filtbin, och familjen långtungebin. Inga underarter finns listade i Catalogue of Life.